# Френклинова изгубљена експедиција
Френклинова изгубљена експедиција била је британска пловидбена мисија Артиком коју је предводио капетан Џон Френклин, који је 1845. кренуо из Енглеске са два брода, ХМС Erebus и ХМС Terror. Официр Краљевске морнарице и искусни истраживач, Френклин је служио у три претходне арктичке експедиције, последње две као командант. Његов четврти и последњи пут, почињен када је имао 59 година, требало је да пређе последњи неистражени део Северозападног пролаза. Након неколико раних смртних случајева, два брода остала су залеђена у Викторијатском пролазу у близини острва краља Вилијама на канадском Арктику, на данашњој територији Нунавут. Читава експедиција, у којој је било 129 људи, укључујући Френклина, нестала је.
Под притиском Френклинове супруге  и других, Адмиралитет је покренуо потрагу за несталом експедицијом 1848. године. Због награде за проналазачем, лову су се придружиле и многе друге експедиције, које су у једном тренутку 1850. године укључивале једанаест британских и два америчка брода. Неколико ових бродова се скупило крај источне обале острва Beechey, где су пронађене прве мошти експедиције, укључујући гробове три члана посаде.
Године 1854, истраживач Џон Реј, док је генерисао у близини канадске арктичке обале југоисточно од острва Краља Вилијама, набавио је приче о Франклину од локалног Инуита. Претрагом коју је 1859. године предводио Францис Макликток откривена је белешка на острву Краља Вилијама са детаљима о судбини експедиције. Претраге су настављене током већег дела 19. века. У 2014. години, канадски тим за претрагу предвођен парковима Канада лоцирао је олупину Еребуса западно од острва O'Reilly, у источном делу залива Крљице Мауд, у водама арктичког архипелага. Две године касније, Арктичка истраживачка фондација пронашла је олупину терора јужно од острва Краља Вилијама. Истраживачке и ронилачке експедиције на олупинама, које су сада заштићене као Национално историјско налазиште, тренутно су у току.